# 劉小芸
劉小芸（1967年10月11日—）為台灣女性配音員。

## 人物介紹
- 小學即踏入配音圈向武莉等名家學習，並開始替電視、電影、廣播、廣告、有聲書、期刊等播音、配音。
- 小學主持警廣兒童節目《平平與安安》，前後長達八年，榮獲第16屆金鐘獎廣播金鐘獎兒童節目獎[3]。[4]
- 2002-2016年專心投入迪士尼系列作品之中文配音及聲音導演等工作。
- 2014年與2016年擔任第49屆金鐘獎、第51屆金鐘獎廣播金鐘獎評審委員。
- 2018年4月受「北京國際電影節」主辦單位邀請擔任聲音之美論壇嘉賓。
- 2018年7月受邀參演由胥渡吧文化传播（北京）有限公司在北京主辦的「白蛇傳聲優劇」的演出（新白娘子傳奇播出26年紀念）。
- 2024年1月、7月、11月；2025年5月、7 月以配音原配專業參演七場「新白娘子傳奇演唱會」；南京青奧體育中心 1場、杭州黃龍體育場 2場、鎮江體育會展中心體育場 1場、成都五糧液文化中心體育場 2場、蘇州體育中心體育場 1場。

## 配音作品
- 主要角色名稱以粗體顯示。
- 以下皆為國語配音。

### 台灣動畫電影
| 播映年份 | 作品名稱 | 配演角色 | 備註 |
| -------- | -------- | -------- | ---- |
| 1994     | 禪說阿寬 | 紫蘇     |      |
| 2010     | 靠岸     | 月嬌     |      |

### 台灣遊戲
| 年份 | 遊戲名稱     | 配演角色 | 備註  |
| ---- | ------------ | -------- | ----- |
| 2016 | 中華英雄手遊 | 華劍雄   | [ 5 ] |

### 有聲書
| 年份 | 作品名稱          | 配演角色 | 備註  |
| ---- | ----------------- | -------- | ----- |
| 2011 | 眠水 罌籠葬聲繪集 | 東方睛   | [ 6 ] |

### 台灣戲劇
| 播映年份 | 作品名稱         | 配演角色             | 角色演員           | 配音領班 | 首播平台   | 備註                                                                  |
| -------- | ---------------- | -------------------- | ------------------ | -------- | ---------- | --------------------------------------------------------------------- |
| 1984     | 冷月孤星劍       |                      |                    | 杜滿生   | 台視       |                                                                       |
| 1985     | 心劍             | 夜無仇               | 王靜江             | 杜滿生   | 台視       |                                                                       |
| 1987     | 掌聲響起         | 柳文英               | 俞小凡             | -        | 台視       |                                                                       |
| 1989     | 八月桂花香       | 玉格格               | 米雪               | -        | 台視       |                                                                       |
| 1990     | 紅塵有愛         | 柳鳳英               | 劉瑞琪             | -        | 中視       |                                                                       |
| 1991     | 戲說乾隆         | 小魚兒 恕妃          | 張庭 劉紅芳        | 徐健春   | 中視       | 江南除霸 西滇風雲                                                     |
| 1991     | 雪山飛狐         | 程靈素 冰雪兒        | 龔慈恩             | 徐健春   | 台視       |                                                                       |
| 1991     | 少年張三豐       | 黃天碧               | 魏秋樺             | 徐健春   | 台視       |                                                                       |
| 1992     | 青青河邊草       | 杜青青               | 岳翎               | -        | 中視       |                                                                       |
| 1992     | 新白娘子傳奇     | 許仙                 | 葉童               | 陳明陽   | 台視       |                                                                       |
| 1992     | 刺馬             | 賀蘭                 | 李婉華             | 陳明陽   | 台視       |                                                                       |
| 1992     | 再世情緣         | 珍格格               | 況明潔             | 孫德成   | 中視       |                                                                       |
| 1993     | 情定少林寺       | 尹玉玲 雪子          | 陳法蓉 魏秋樺      | 陳明陽   | 台視       |                                                                       |
| 1993     | 秦俑             | 范冬儿               | 金素梅             | 康殿宏   | 華視       |                                                                       |
| 1994     | 唐太宗李世民     | 義成公主 劉采女      | 李霞 羅愛莉        | 徐健春   | 台視       | 只配第4集                                                             |
| 1998     | 虬髯客與紅拂女   | 紅拂女               | 潘迎紫             | 杜滿生   | 超視       | 大陸版《游龍驚鳳》                                                    |
| 1998     | 霹靂菩薩         | 阿捨                 | 楊麗菁             | 杜滿生   |            |                                                                       |
| 1999     | 帝王之旅         | 鳳凰                 | 侯炳瑩             | 王華怡   | 華視       |                                                                       |
| 1999     | 絕代雙驕         | 張菁 花月奴          | 李綺紅 蕭薔        | 呂佩玉   | 台視       |                                                                       |
| 1999     | 乞丐郎君千金女   | 玳瓚公主             | 于佳卉             | 楊少文   | 民視       | 配前期，後期汪世瑋（陳明陽領班）接替 國語版，大陸版《王寶釧與薛平貴》 |
| 2000     | 新梁山伯與祝英台 | 祝英台               | 梁小冰             | -        | 中視       |                                                                       |
| 2000     | 笑傲江湖         | 任盈盈               | 袁詠儀             | -        | 中視       |                                                                       |
| 2000     | 包公出巡         | 包紈 白海棠          | 張晶 甄秀珍        | 杜滿生   | 台視       | 四個單元 第二單元:夢回青樓                                            |
| 2000     | 包公奇案         | 包紈 裘玉絹 李婉柔   | 張晶 李雲珠 王琳   | 杜滿生   | 台視       | 三個單元 第一單元:雙城記 第三單元:情花劫                              |
| 2000     | 危險遊戲         | 蕭瓊                 | 張瑜               | 楊少文   | 東森綜合台 |                                                                       |
| 2000     | 天地傳說之魚美人 | 小蓮 金牡丹          | 徐懷鈺 孙莉        | 呂佩玉   | 台視       |                                                                       |
| 2001     | 天地傳說之寶蓮燈 | 踏雪                 | 沈傲君             | 呂佩玉   | 台視       |                                                                       |
| 2001     | 青蛇與白蛇       | 白素貞               | 范文芳             | -        | 中視       |                                                                       |
| 2002     | 絕世雙驕         | 宇文霜 郭若蘭 燕飄香 | 吳天心 金巧巧 蕭薔 | 王華怡   | 華視       |                                                                       |
| 2002     | 移山倒海樊梨花   | 樊梨花               | 孫翠鳳             | 孫德成   | 民視       | 國語版                                                                |
| 2002     | 如來神掌         | 屠雪華               | 朱茵               | -        | 中視       |                                                                       |
| 2002     | 官場插班生       | 何小春               | 袁詠儀             | -        | 中視       | 大陸版《草民縣令》                                                    |
| 2004     | 楊門女將         | 楊排風               | 李綺紅             | 呂佩玉   | 台視       |                                                                       |

### 台灣電影
| 播映年份 | 作品名稱         | 配演角色 | 角色演員 | 備註 |
| -------- | ---------------- | -------- | -------- | ---- |
| 1987     | 新桃太郎         | 桃太郎   | 林小樓   |      |
| 1988     | 新桃太郎大顯神威 | 桃太郎   | 林小樓   |      |
| 1988     | 新阿里巴巴       | 黛安芬   | 楊林     |      |
| 2000     | 女湯             | 陶水蓮   | 天心     |      |

### 台灣廣告
| 播映年份 | 作品名稱                      | 配演角色 | 角色演員 | 備註             |
| -------- | ----------------------------- | -------- | -------- | ---------------- |
| 1996     | De Beers戒指 "流星篇"（台灣） | 女主角   | 梁詠琪   | 該廣告沒標角色名 |

### 中國大陸戲劇
| 播映年份 | 作品名稱       | 配演角色                           | 角色演員                  | 配音領班 | 首播平台   | 備註                              |
| -------- | -------------- | ---------------------------------- | ------------------------- | -------- | ---------- | --------------------------------- |
| 2000     | 桃色陷阱       | 舒屏屏                             | 陳法蓉                    | 康殿宏   | 八大戲劇台 | 港劇，原為粵語 香港版《美麗傳說》 |
| 2001     | 上錯花轎嫁對郎 | 杜冰雁                             | 李佳璘                    | 康殿宏   | 中視       | 大陸劇，原為大陸配音              |
| 2003     | 金劍雕翎       | 岳小釵/岳雲姑 柳仙子 燕兒 了緣師太 | 羅海瓊 孫曉燕 沈虹 王文亭 | 康殿宏   |            | 大陸劇 只有台灣配音版             |

### 香港電影
- 《開心鬼》 系列：戴卓儀（袁潔瑩飾）
- 《逃學威龍》系列
  - 1991年《逃學威龍》：Miss Ho（張敏飾）
  - 1992年《逃學威龍2》：Miss Ho（張敏飾）
  - 1993年《逃學威龍3之龍過雞年》：Miss Ho（張敏飾）
- 《新桃太郎》系列
  - 1987年《新桃太郎》：桃太郎（林小樓飾）
  - 1988年《新桃太郎大顯神威》：桃太郎（林小樓飾）
- 1990年《賭聖》：綺夢（張敏飾）
- 1990年《三人新世界》：毛慧敏（周慧敏飾）
- 1991年《菜鳥大亨》：Yoko（周慧敏飾）
- 1991年《五億探長雷洛傳》：白月嫦（張敏飾）
- 1991年《與龍共舞》：陳月光（張敏飾）
- 1991年《至尊無上II之永霸天下》：小妹（吳倩蓮飾）
- 1991年《賭俠2之上海灘賭聖》：如仙、如夢（方季惟飾）(台版)
- 1992年《飛女正傳》：（楊麗菁飾）
- 1992年《鹿鼎記2神龍教》：李珂（李嘉欣飾）
- 1992年《風塵三俠》：珠珠（朱茵飾）
- 1992年《武狀元蘇乞兒》：如霜（張敏飾）
- 1992年《女黑俠黃鶯》：黃鶯、香奈兒（張敏飾）
- 1992年《龍神太子》：之琳（關芝琳飾）
- 1992年《92黑玫瑰對黑玫瑰》：黃蝴蝶（邵美琪飾）
- 1992年《整人探長：藍江傳》：梁小敏（周慧敏飾）
- 1993年《笑俠楚留香》：中原一點紅（袁潔瑩飾）
- 1993年《方世玉2萬夫莫敵》：婷婷（李嘉欣飾）
- 1993年《赤裸羔羊2性追緝令》：（苑瓊丹飾）
- 1993年《八仙飯店之人肉叉燒飽》：鄭臨之妻（許思敏飾）
- 1993年《江湖傳說》：白筱君（張曼玉飾）
- 1993年《射鵰英雄之東成西就》：金輪國國師（張曼玉飾）
- 1993年《追男仔》：程小男（張曼玉飾）
- 1993年《九尾孤與飛天貓》：飛天貓（張曼玉飾）
- 1993年《唐伯虎點秋香》：秋香（鞏俐飾）
- 1993年《超級街頭霸王》：大雄之妹（邱淑貞飾）
- 1994年《九品芝麻官》：戚秦氏（張敏飾）
- 1994年《流氓狀元》：程晴（周慧敏飾）
- 1994年《四個好色的女人》：Ady（鍾麗緹飾）
- 1994年《凌凌漆大戰金鎗客》：李香琴（袁詠儀飾）
- 1995年《逃學戰警》：江美麗（楊采妮飾）
- 1995年《麻辣豆腐》：裘小雪（袁詠儀飾）
- 1999年《心動》：小柔（梁詠琪飾）
- 2017年《我的蛇精女友》：許萱（岳辛飾）（網路電影）

### 新加坡劇
| 播映年份 | 作品名稱 | 配演角色 | 角色演員 | 配音領班    | 首播平台 | 備註 |
| -------- | -------- | -------- | -------- | ----------- | -------- | ---- |
| 2003     | 叛逆戰隊 | 仇施麗   | 梁琤     | 武莉 杜滿生 |          |      |

### 歐美動畫
- 《下課後》：提傑·迪威勒
- 《特務歐寶》：助理波波
- 《南方四賤客》：溫蒂（第二季第九集後）、大頭、其他女角
- 《飛哥與小佛》：史黛西、貴錢
- 《小鬼大神探》：楚蒂阿姨
- 《小熊維尼》：袋鼠媽媽
- 《米奇老鼠》系列：
  - 《米奇妙妙屋》：黛絲
  - 《唐老鴨新傳》：黛絲
  - 《米老鼠新傳》：黛絲
  - 《米奇歡笑多》：黛絲、休依
  - 《新唐老鴨俱樂部》：黛絲
- 《冒險王奇克》：各種可怕角色
- 《小醫師大玩偶》：小蓮
- 《魚樂圈》：卡伊、阿喜
- 《蘇菲亞公主》：美蘭達 (王后)
- 《復仇者聯盟》：黑寡婦
- 《星際異攻隊》：葛摩拉
- 《星際大戰》：

### 韓國動畫
- 《Pucca》：Chief、Ssoso、Doga

### 台灣動畫
- 《小太極》：精衛

### 日本動畫電影
- 《神隱少女》：小玲
- 《霍爾的移動城堡》：蘇菲（少女）
- 《貓的報恩》：吉岡春
- 《魔法公主》：阿時、卡雅、蝦夷少女
- 《紅豬》：菲兒
- 《風之谷》：庫夏娜、風之谷小男孩
- 《天空之城》：巴魯
- 《平成狸合戰》：小清、佐助、新聞女主播
- 《魔女宅急便》：娥蘇拉

### 歐美動畫電影
- 《幻想曲2000》：黛西
- 《仙履奇緣》系列
  - 《仙履奇緣》：崔西里亞·崔梅恩
  - 《仙履奇緣2：美夢成真》：崔西里亞·崔梅恩
  - 《仙履奇緣3：時間魔法》：崔西里亞·崔梅恩
- 《101忠狗續集：倫敦大冒險》：白佩蒂
- 《森林王子2》：梅蘇亞
- 《小美人魚3：回到當初》：艾莉兒
- 《美女與野獸》：貝兒
- 《花木蘭2》：花木蘭
- 《變身國王2：高剛外傳》：瑪姬、蒂娜
- 《失落的帝國》系列
  - 《失落的帝國》：奧黛麗·蘿西奧·拉米瑞茲
  - 《失落的帝國：神秘的水晶》：奧黛麗·蘿西奧·拉米瑞茲
- 《四眼天雞》：鴨比
- 《未來小子》：芬妮 (未來)
- 《米奇老鼠》系列：
  - 《米奇的神奇耶誕》：黛絲、愛麗兒
  - 《米奇家族的萬聖歷險》：黛絲
  - 《米奇·唐老鴨·高飛三劍客》：黛絲
  - 《米奇耶誕嘉年華》：黛西、休依
- 《玩具總動員》系列：
  - 《玩具總動員2》：翠絲
  - 《玩具總動員3》：翠絲
  - 《玩具總動員之驚魂夜》：翠絲
  - 《玩具總動員4》：翠絲
- 《海底總動員》：珊瑚
- 《超人特攻隊》：保姆凱莉
- 《瓦力》：電腦
- 《勇闖黃金城》：巧兒
- 《下課後電影版》：提傑·迪威勒
- 《勇敢傳說》：艾莉諾
- 《冰雪奇緣》系列
  - 《冰雪奇緣》：艾莎（講話）、艾倫戴爾皇后（艾莎&安娜的母親）
  - 《冰雪奇緣：驚喜連連》：艾莎（講話）
  - 《冰雪奇緣：雪寶的佳節冒險》：艾莎（講話）
  - 《冰雪奇緣2》：艾莎（講話）
- 《大英雄天團》：艾比蓋爾
- 《腦筋急轉彎》：萊莉媽媽
- 《動物方城市》：志羚姐姐
- 《無敵破壞王2：網路大暴走》：貝兒、艾莎、花木蘭、艾莉兒

### 海外電影
- 《101真狗》：安妮塔
- 《愛上大明星》：莎拉·歐森、莉比·藍
- 《公主保衛戰》：卡特·梅森（Carter Mason）（賽琳娜·戈梅茲飾演）

### 海外遊戲
- 《劍靈（Blade & Soul）》：芙蓉、恬甜姐、陶磐兒、吳靜柔、金大嬸、王娜
- 《鬥陣特攻（Overwatch）》：慈悲
- 《傳說對決（ Arena of Valor）》：娜塔雅（舊）、盧蜜亞

## 聲音導演作品

### 歐美動畫
- 《小熊維尼》系列
- 《米奇妙妙屋》系列
- 《飛哥與小佛》
- 《蜘蛛俠》
- 《魚樂圈》
- 《浩克幫》
- 《復仇者集結》
- 《小公主蘇菲亞》
- 《萬能阿曼》
- 《史迪奇》
- 《小醫師大玩偶》
- 《小熊毛毛》
- 《公主闖天關》

### 韓國動畫
- 《Pucca》

### 美劇/電視電影
- 《天才魔女》
- 《孟漢娜》
- 《強納森兄弟》
- 《歌舞青春》系列
- 《舞動青春》（第一季）

### 日本動畫電影
- 《風之谷》
- 《平成狸合戰》
- 《兒時的點點滴滴》

### 歐美動畫電影
- 《聖誕夜驚魂》

## 外部連結
- 2011/5/14 達人上菜 甜美清晰的王牌美聲 劉小芸 （页面存档备份，存于）